# Orleans (Santa Catarina)
Orleans es un municipio brasileño del estado de Santa Catarina. Tiene una población estimada al 2021 de 23 161 habitantes. Fundado en 1913, forma parte de la Región metropolitana de Tubarão.

## Historia
El territorio del hoy municipio fue uno de los regalos de boda del emperador Pedro II a su hija, la princesa Isabel, con motivo de su matrimonio con el Conde d'Eu, príncipe francés de nacimiento y naturalizado brasileño después del matrimonio. El nombre de Orleans fue elegido por el Conde d'Eu, así como la formación de la nueva dinastía "Orleans e Bragança".
El territorio fue colonizado por italianos, luego se asentaron colonos alemanes, polacos y de otros lugares de Europa. Su extensión original abarcaba parte de los actuales municipios de: São Ludgero, Grão-Pará, Rio Fortuna, Santa Rosa de Lima, Anitápolis, Armazém, São Martinho y São Bonifácio. 
Fue establecido como distrito de Tubarão el 2 de octubre de 1888 bajo el nombre de Orleães do Sul, y emancipado el 30 de agosto de 1913 como Orleans.